# Woman Seen from the Back
Woman Seen from the Back (Pohled na ženu zezadu) je fotografie ze 60. let 19. století od francouzského fotografa vicomta Onesipa Aguada (1830–1893). Nachází se ve sbírce Metropolitního muzea umění a muzeum ji zakoupilo v roce 2005 jako součást sbírky Gilman Photographs Collection.

## Příběh

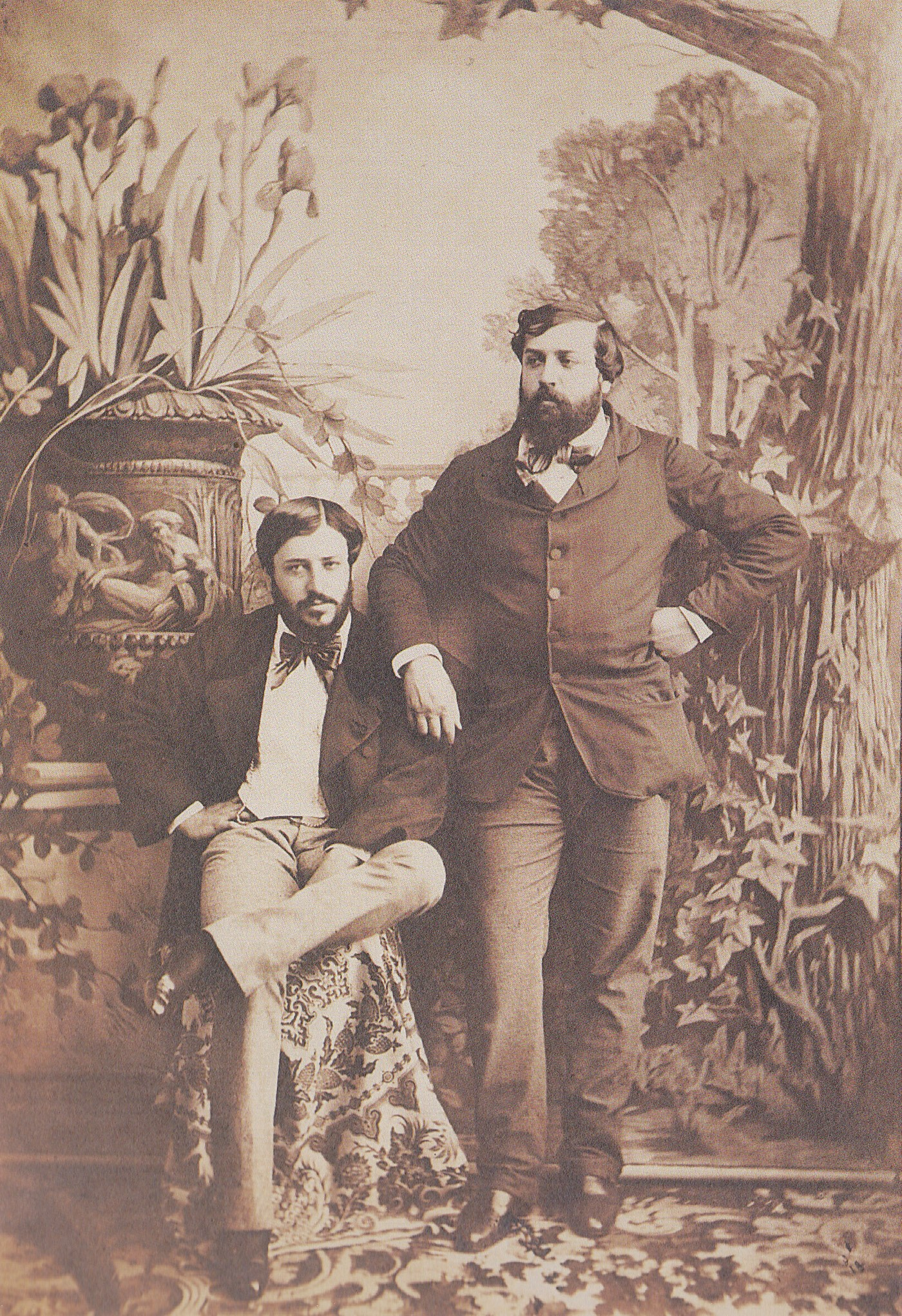
Onesipe, autoportrét se svým bratrem, Olympem Aquadem

Onesipe Aguado, narozený 9. května 1830 v Évry ve Francii, byl nejmladším ze tří bratrů narozených bohatému bankéři Alexandru Aguadovi, markýzi de las Marismas del Guadalquiver. Onesipe a jeho nejstarší bratr Olympe Aquado byli amatérští nadšenci, kteří dělili svůj čas mezi společenské aktivity, rodinný život a fotografii. Po smrti svého otce v roce 1842 Onesipe a Olympe zdědili značné jmění, které zahrnovalo také prázdninové domy.
Onesipe a Olympe byli studenti Gustava Le Graye a byli aktivními ranými členy Societe Francaise de Photographie. Byli prvními tvůrci fotografických zvětšenin a byli známí svými experimenty s fotografickými procesy – produkcí daguerrotypií, cartes-des-visites, technik s negativním papírem pro krajiny a kolódiem na skle pro portréty. Byli také známí rozmanitostí svých témat – opuštěnými interiéry, detailními studiemi stromů i rozsáhlými pastorály, portréty, reprodukcemi uměleckých děl a snímky plachetnic.

## Popis a výklad
Portrét Woman Seen from the Back, slaný papírový tisk ze skleněného negativu, naznačuje vtip a hravost fotografa. Obraz postrádá hloubku, možná je rozšířením práce umělců s perspektivou, takže sedící působí dvourozměrně a je pouze siluetou.

## Pozdější historie a vliv
Aquadova jedinečná kompozice – která se zaměřuje na záda subjektu, je také vidět na obraze z roku 1818, Poutník nad mořem mlhy od Caspara Davida Friedricha a později, v roce 1928, v La Mort des Fantômes (1928) od Reného Magritta.
Fotografie ilustruje přední stranu obálky prvního vydání románu Susan Sontagové z roku 1999 V Americe.